# Tōhō Aen

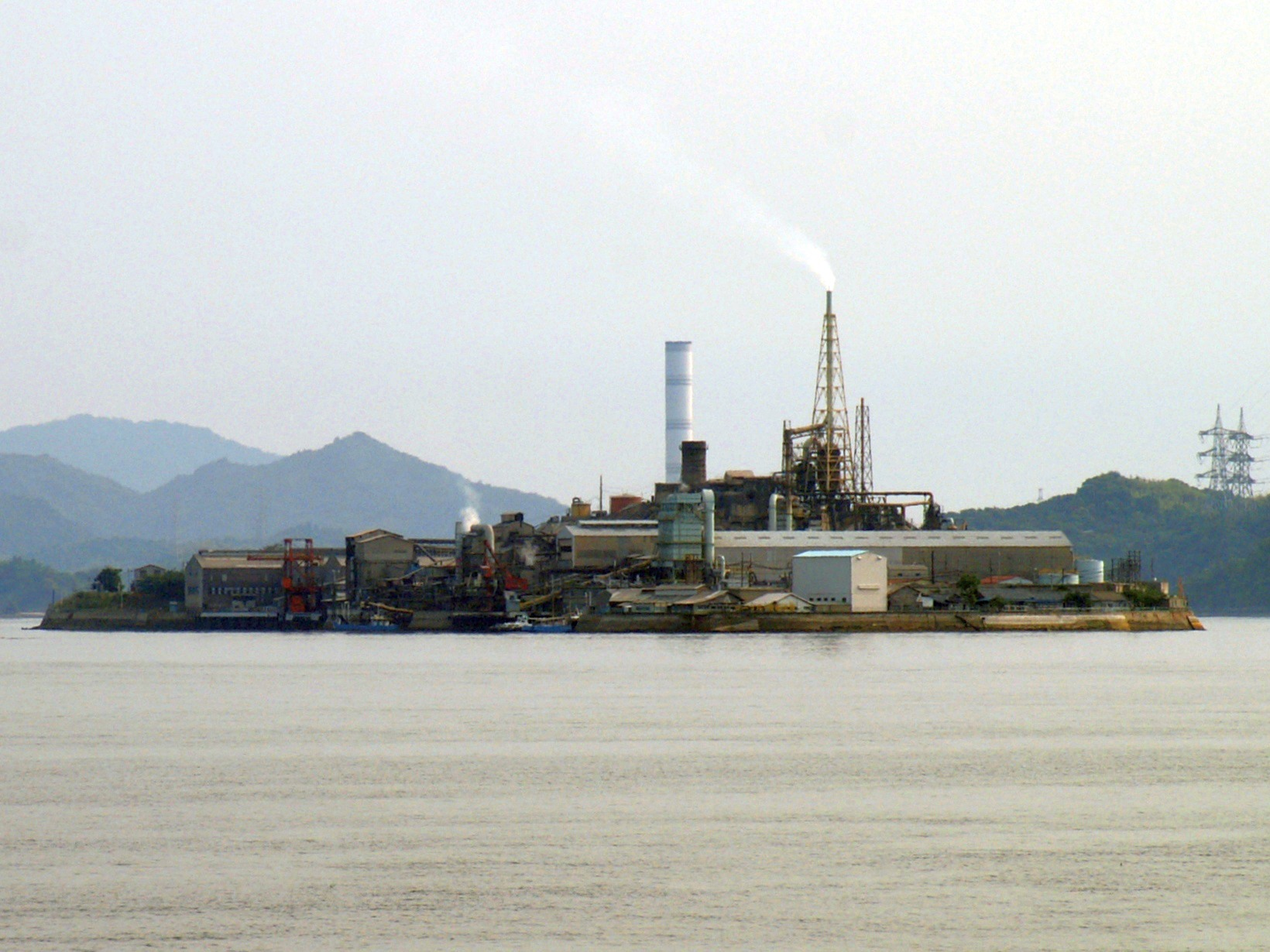
Bleihütte Chigirishima (2006)

Tōhō Aen K.K. (japanisch 東邦亜鉛株式会社, Tōhō Aen Kabushiki-gaisha, engl. Toho Zinc Co., Ltd.) ist ein japanischer Zink, Blei- und Edelmetallschmelzer. Das Unternehmen wurde 1937 in Annaka gegründet und kaufte 1939 die Mine Taishu.

## Standorte
Die Tochtergesellschaft CBH Resources betreibt in Australien mehrere Bergwerke.
Hütten:
- Annaka, Annaka (Zink)
- Chigirishima, Insel Ōsaki-Kamijima, Präfektur Hiroshima (Blei)
- Onahama, Iwaki (Recycling)
- Fujioka, Fujioka (Elektronikmaterialien)